# Krunodiplophyllum
Krunodiplophyllum là một chi rêu trong họ Scapaniaceae.